# Becharyk
Becharyk (autrefois Kirovo) est une ville d'Ouzbékistan de la vallée de Ferghana appartenant à la province de Ferghana. C'est le chef-lieu administratif du district de Becharyk. Sa population est estimée à 23 912 habitants en 2010.

## Historique
La localité de type urbain de Bech-Aryk est formée en 1958. Elle est renommée en Kirovo dans les années 1960 en l'honneur de Sergueï Kirov. Elle reçoit le nom de Becharyk en 1983 avec le statut de ville.
Becharyk vit principalement de l'industrie légère.